# Ragnar Josephson
Ragnar Josephson (Estocolmo, 8 de marzo de 1891 – 27 de marzo de 1966, Estocolmo) fue un historiador del arte, dramaturgo y director teatral sueco.

## Trayectoria
Estudió en su ciudad natal. Hizo en 1927 un estudio académico sobre la crítica y la teoría artística suecas, del Barroco al Romanticismo. Fue profesor de historia de arte en la Universidad de Lund, entre 1929 y 1957; publicó en este terreno varios trabajos destacados sobre arte y también sobre arquitectura. 
Sólo desde 1930 empezó a escribir teatro. En 1932 estrenó Quizá un poeta, en donde toca temas sociales; luego, escribió las piezas Leopoldo, acróbata, e Inocenca peligrosa, ambas basadas en un tema moral. Ragnar Josephson tuvo gran aceptación en el público sueco, pero no fue un dramaturgo de primera fila. 
Durante unos años (entre 1948-1951), dirigió el Dramaten de Estocolmo.
Fue elegido miembro de la Academia Sueca en 1960.

## Obra
- Kedjan, 1912
- Judiska dikter, 1916
- Borgarhus i gamla Stockholm, 1916
- De friaste konsternas akademi, 1917
- Imperfektum, 1920
- Hur Rom byggdes, 1926
- Den svenska smaken: konstkritik och konstteori från barock till romantik (1927,  recuperado en 1997)
- Tessin 1, 1930
- Tessin 2, 1931
- Nyckelromanen, 1931
- Kanske en diktare, 1932
- Leopold, luftkonstnär, 1934
- Nationalism och humanism, 1935 (Nacionalismo y humanismo).
- Farlig oskuld, 1939
- Konstverkets födelse, 1940
- Tidens drama, 1941
- Kungarnas Paris, 1943
- Sista satsen, 1945
- Barocken, 1948
- Bellman, Kjellgren, Sergel, 1955
- Sergels fantasi, 1956
- Carl August Ehrensvärd, 1963

## Traducciones
- Quizá un poeta, en Teatro sueco, Aguilar, 1967.